# Kenzi
Cet article possède un paronyme, voir Quennezi.
Kenzi est un film marocain réalisé en 1947 par Vicky Ivernel, sorti en 1948.

## Fiche technique
- Titre : Kenzi
- Autre titre : Mon Trésor
- Réalisation : Vicky Ivernel
- Scénario : Vicky Ivernel, Simone Berriau et Yves Mirande, d'après sa pièce Un Trou dans le mur créée au Théâtre de la Michodière en 1929
- Dialogues : Yves Mirande
- Photographie : Charly Willy-Gricha
- Musique : Habib Reda
- Montage : Françoise Diot
- Production : Salam
- Pays :  Maroc
- Durée : 80 min
- Date de sortie : 
  -  France : 21 avril 1948
- Visa : n° 6657 du 8 août 1947

## Distribution
- Maurice Baquet
- Nacira Chafik
- Habib Reda
- Mohamed Touri